# Snorri
Snorri  è un nome proprio di persona islandese maschile.

## Varianti in altre lingue
- Norvegese: Snorre[1]

## Origine e diffusione
Continua il nome norreno Snorri, basato sul termine snerra, "attacco", "assalto"; è noto per essere stato portato da Snorri Sturluson, lo scrittore dell'Edda in prosa.

## Onomastico
Il nome è adespota, non essendo portato da alcun santo. L'onomastico ricade quindi il 1º novembre, giorno di Ognissanti.

## Persone

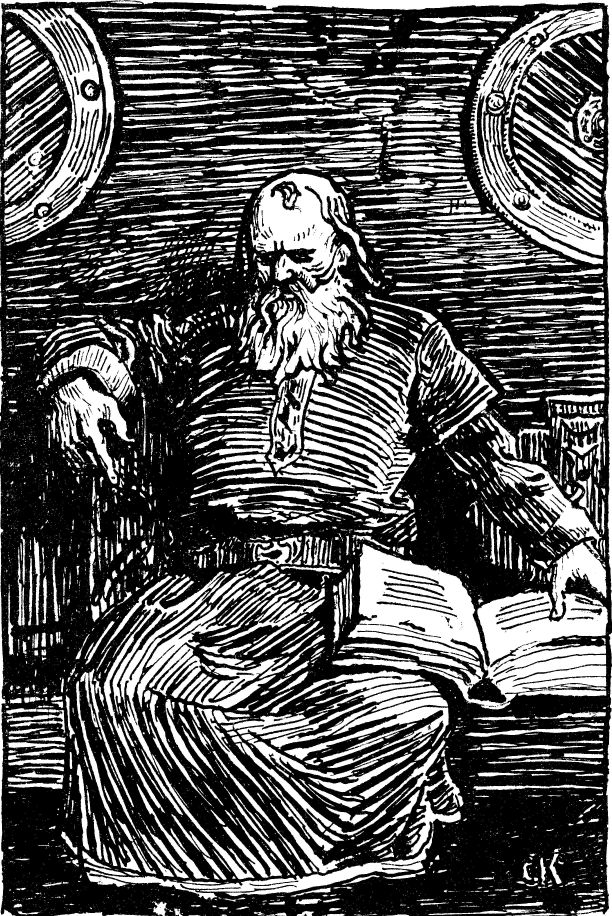
Snorri Sturluson

- Snorri Sturluson, storico, poeta e politico islandese
- Snorri Thorfinnsson, primo europeo nato nelle Americhe e influente personaggio della storia islandese

### Variante Snorre
- Snorre Krogsgård, calciatore norvegese
- Snorre Westvold Ruch, vero nome di Blackthorn, chitarrista norvegese